# Kamov Ka-50
Kamov Ka-50 Black Shark je jurišni helikopter kojeg je razvila ruska tvrtka Kamov, koja je sada dio tvrtke Oboronprom Corp. Kamov Ka-50, nastao je iz službenog zahtjeva sovjetske vojske za novim borbenim helikopterom koji je bio objavljen 1977. Prvi prototip poletio je 1982., dok su prvi primjerci sišli s proizvodne trake 1987.
Ka-50 pokreću dva Klimov TV3-117VK turbo-osovinska motora, a helikopterom upravlja samo jedan pilot. Ka-50 je naoružan s 30 mm Shipunov 2A42 topom i nosačima za kombinaciju raketa 9K121 Vikhr i Vympel R-73.

## Razvoj
Početak razvoja i uspjeh "Black Sharka" počinje u kasnim 1970-im. Stvoren je kao odgovor na natječaj vojske SSSR-a za razvoj naprednog jurišnog helikoptera. U principu je bio odgovor na američki jurišni helikoper AH-64 Apache. Program je prekinut 1991. raspadom SSSR-a ali je ponovno nastavljen 1995., te je te godine KA-50 ušao u uporabu.

## Opis

### Letne karateristike
Kao i ostali helikopteri Kamov, spada u ko-aksijalne helikoptere, to znači da ima dva glavna rotora koja se okreću u međusobno suprotnim smjerovima te tako eliminira potrebu za stražnjim rotorom, povećava brzinu i štedi na prostoru.

### Naoružanje
Osnovno naoružanje helikoptera Ka-50 čine protuoklopni navođeni projektili 9K121 Vikhr ili zrak-zrak projektili Vympel R-73 koji se smještaju na potkrilne točke s maksimalnom nosivošću 12 projektila. Topničko naoružanje helikoptera je ubojiti jednocijevni 30 mm Shipunov 2A42 top smješten sa strane helikoptera s 460 projektila. Također se mogu spojiti dva APU-6 projektila, S-8 i S-13 rakete, Kh-25 laserski navođeni zrak-zemlja projektili, četiri 250 kg bombe ili dvije 500 kg bombe, te 500-litarski dodatni spremnici za gorivo.

## Inačice

### Kamov Ka-50-2 Erdogan
Inačica razvijena za prodaju turskom tržištu. Naoružana s 30 mm topom i, za razliku od Ka-50, Erdogan je dvosjed. Trenutačno je još u fazi testiranja i očekuje se ulazak u uporabu do 2015. godine.

## Tehničke karakteristike (Kamov Ka-50 Black Shark)
Osnovne karakteristike
- posada: 1
- dužina: 16,00 m
- promjer rotora: 14,50 m
- visina: 4,93 m

Letne karakteristike
- najveća brzina: 315 km/h
- ekonomska brzina: 270 km/h
- dolet: 1160 km
  - borbeni dolet: 545 km
- brzina penjanja: 10 m/s
- najveća visina leta: 5500 m
- motor: 2 turbo-osovinska motora